# Iwanko
Iwanko (XII/XIII w.) – uzurpator bułgarski w 1197 roku, car Bułgarii. 

## Życiorys
Iwano był wołoskim bojarem. Stał na czele opozycji skierowanej przeciwko Asenowi I. doprowadził do morderstwa cara i sam zajął jego miejsce. Iwanko, nie zdołał utrzymać się długo w Tyrnowie, gdyż obiecana pomoc z Bizancjum nie nadeszła na skutek rozruchów, jakie wybuchły w armii bizantyńskiej. Musiał więc ustąpić miejsca Piotrowi Asenowi i ratować się ucieczką do Konstantynopola. Jego żoną była Teodora Angelina, córka Anny Angeliny i jej pierwszego męża - Izaaka Komnena Sebastokratora. 